# Guatteria elliptica
Guatteria elliptica este o specie de plante angiosperme din genul Guatteria, familia Annonaceae, descrisă de Robert Elias Fries. Conform Catalogue of Life specia Guatteria elliptica nu are subspecii cunoscute.